# Raimundo Possidônio Carrera da Mata

Bischofswappen von Raimundo Possidônio Carrera da Mata

Raimundo Possidônio Carrera da Mata (* 31. März 1954 in Icoaraci, Pará) ist ein brasilianischer Geistlicher und römisch-katholischer Bischof von Bragança do Pará.

## Leben
Raimundo Possidônio Carrera da Mata besuchte zunächst die Grundschule in seiner Heimatstadt sowie später das Kleine Seminar São Pio X. in Belém (1968–1970) und das Kleine Seminar der Redemptoristen (1970–1972). Von 1973 bis 1978 studierte er Philosophie und Katholische Theologie am Instituto de Pastoral Regional (IPAR) in Belém. Mata wurde am 7. Juni 1976 zum Diakon geweiht. Neben seinem Studium war er von 1976 bis 1978 Ausbilder am Kleinen Seminar São Pio X. in Belém. Am 24. Juni 1978 empfing er durch den Erzbischof von Belém do Pará, Alberto Gaudêncio Ramos, das Sakrament der Priesterweihe.
Mata war zunächst als Pfarrer der Pfarrei Santo Antônio do Coqueiro tätig. Daneben spezialisierte er sich 1982 an der Pontifícia Universidade Católica de São Paulo im Fach lateinamerikanische Kirchengeschichte. 1985 wurde Raimundo Possidônio Carrera da Mata für weiterführende Studien nach Rom entsandt, wo er 1987 an Päpstlichen Universität Gregoriana ein Lizenziat im Fach Kirchengeschichte erwarb. Nach der Rückkehr in seine Heimat wurde er Pfarrer der Pfarrei Nossa Senhora de Fátima in Icoaraci. Von 1988 bis 1992 war Mata Pfarrer der Pfarrei Nossa Senhora Rainha da Paz, bevor er Regens des Priesterseminars Nossa Senhora da Conceição in Belém sowie Pfarrer der Pfarrei Nossa Senhora da Conceição in Outeiro und der angrenzenden Inseln wurde. Danach wirkte er als Pfarradministrator der Pfarreien Sant’Ana (2000–2001) und Nossa Senhora da Conceição in Outeiro (2001–2002). 2002 wurde Mata Pfarrer der Pfarrei São João Batista e Nossa Senhora das Graças in Icoaraci. Von 2011 bis zum 14. Februar 2020 war er Pfarrer der Pfarrei Nossa Senhora de Fátima. Anschließend wurde Mata Pfarrer der Pfarrei Mistério da Transfiguração do Senhor in Ananindeua.
Parallel zu seiner Tätigkeit in der Pfarrseelsorge lehrte Raimundo Possidônio Carrera da Mata ab 1982 Kirchengeschichte am Instituto de Pastoral Regional in Belém. Einige Jahre war er zudem dessen Vizerektor. Später wurde er außerdem Professor am Priesterseminar Nossa Senhora da Conceição in Belém. Ferner war Mata von 1989 bis 2009 als Zeremoniar des Erzbistums Belém do Pará tätig. Im Jahr 2000 begann er ein Promotionsstudium im Fach Kirchengeschichte, das er jedoch nicht abschloss. Ab 2004 war Mata Generalvikar und von 2004 bis Februar 2020 zusätzlich Koordinator für die Pastoral. Zudem gehörte er dem Priesterrat, dem Bischofsrat, dem Diözesanpastoralrat sowie dem Konsultorenkollegium und dem Diözesanvermögensverwaltungsrat an. Vom 21. April 2009 bis zum 25. März 2010 leitete er während der Zeit der Sedisvakanz das Erzbistum Belém do Pará als Diözesanadministrator. 2010 verlieh ihm Papst Benedikt XVI. den Ehrentitel Päpstlicher Ehrenkaplan. Im selben Jahr erhielt Mata die Verdienstmedaille der Stadt Belém.
Darüber hinaus war Raimundo Possidônio Carrera da Mata auf überdiözesaner Ebene Berater der Kommission für Amazonien der Brasilianischen Bischofskonferenz und Mitglied der Kommission zur Erarbeitung der Leitlinien für die Priesterausbildung in Brasilien (2019). Außerdem wirkte er 2014 bei der Gründung des Amazonas-Netzwerks Red Eclesial Panamazónica (Repam) mit. 2019 nahm Mata als Berater und Mitarbeiter des Sondersekretariats an der Sonderversammlung der Bischofssynode zum Thema Amazonien – neue Wege für die Kirche und eine ganzheitliche Ökologie teil.
Am 16. März 2022 ernannte ihn Papst Franziskus zum Koadjutorbischof von Bragança do Pará. Der Erzbischof von São Luís do Maranhão, Gilberto Pastana de Oliveira, spendete ihm am 23. April desselben Jahres in der Kirche São João Batista e Nossa Senhora das Graças in Icoaraci die Bischofsweihe; Mitkonsekratoren waren der Erzbischof von Belém do Pará, Alberto Taveira Corrêa, und der Bischof von Bragança do Pará, Jesús María Cizaurre Berdonces OAR. Die Amtseinführung fand eine Woche später statt. Raimundo Possidônio Carrera da Mata wählte den Wahlspruch Evangelizar é minha missão („Evangelisierung ist mein Auftrag“).
Raimundo Possidônio Carrera da Mata wurde am 15. Mai 2024 in Nachfolge von Jesús María Cizaurre Berdonces, dessen vorzeitiges Rücktrittsgesuch am selben Tag angenommen worden war, Bischof von Bragança do Pará.

## Schriften
- Raimundo Possidônio Carrera da Mata, Tea Frigerio, Josimar Azevedo (Hrsg.): Culturas e evangelização: leitura a partir do contexto amazõnico (= Coleção teológica. Band 4). Editora Santuário, Aparecida (São Paulo) 1999, ISBN 978-85-7200-642-2.
- Cecília Tada, Raimundo Possidônio Carrera da Mata (Hrsg.): Amazônia, desafios e perspectivas para a missão. Paulinas, São Paulo 2005, ISBN 978-85-356-1613-2.